# 千代 (北九州市)
千代（ちよ）は福岡県北九州市八幡西区の地名。千代一丁目から五丁目の町がある。住居表示実施済み。郵便番号は807-1112。

## 地理
八幡西区の南部西側に位置し、北に船越、東に小嶺台、南東に石坂、南に上香月、南西に白岩町、西に吉祥寺町、北西に椋枝と接する。

## 地域の特徴
南東に向かって緩い上り勾配のある住宅地。町域の中央やや西寄りを北九州高速4号線と国道200号が並行して縦貫する。また北西縁に沿って国道211号が南北に、北縁に沿って県道280号植木上上津役線が東西に走る。

一丁目に八幡小嶺郵便局，福岡銀行小嶺支店，東公民館、二丁目に北九州市立千代中学校，千代市民センター、五丁目に北九州市立千代小学校がある。

## 歴史
昭和の終わりに北九州市住宅供給公団によって開発された「千代ニュータウン」と名付けられた大規模な分譲団地。

### 町名の由来
大字香月の字千代（せんだい）地蔵に由来する。この小字名は、宝暦年間（江戸時代）の大飢饉の際の犠牲者を供養する千代地蔵がこの地に建立されていたことによる。

### 沿革
- 1988年（昭和63年）6月1日 - 千代一丁目 - 五丁目新設[5][6]。

### 町名の変遷
| 実施内容          | 実施年月日               | 実施後     | 実施前                     |
| ----------------- | ------------------------ | ---------- | -------------------------- |
| 町名新設 住居表示 | 1988年（昭和63年）6月1日 | 千代一丁目 | 大字香月，大字小嶺の各一部 |
| 町名新設 住居表示 | 1988年（昭和63年）6月1日 | 千代二丁目 | 大字香月の一部             |
| 町名新設 住居表示 | 1988年（昭和63年）6月1日 | 千代三丁目 | 大字香月の一部             |
| 町名新設 住居表示 | 1988年（昭和63年）6月1日 | 千代四丁目 | 大字香月の一部             |
| 町名新設 住居表示 | 1988年（昭和63年）6月1日 | 千代五丁目 | 大字香月の一部             |

## 世帯数と人口
2025年（令和7年）3月31日現在（北九州市発表）の世帯数と人口は以下の通りである。
| 町         | 世帯数    | 人口    |
| ---------- | --------- | ------- |
| 千代一丁目 | 307世帯   | 613人   |
| 千代二丁目 | 283世帯   | 620人   |
| 千代三丁目 | 317世帯   | 774人   |
| 千代四丁目 | 308世帯   | 634人   |
| 千代五丁目 | 185世帯   | 391人   |
| 計         | 1,400世帯 | 3,032人 |

### 人口の変遷
国勢調査による人口の推移。
| 1995年（平成7年）  | 3,598人 | [ 7 ]  |  |
| 2000年（平成12年） | 3,507人 | [ 8 ]  |  |
| 2005年（平成17年） | 3,331人 | [ 9 ]  |  |
| 2010年（平成22年） | 3,317人 | [ 10 ] |  |
| 2015年（平成27年） | 3,223人 | [ 11 ] |  |
| 2020年（令和2年）  | 3,059人 | [ 12 ] |  |

### 世帯数の変遷
国勢調査による世帯数の推移。
| 1995年（平成7年）  | 987世帯   | [ 7 ]  |  |
| 2000年（平成12年） | 1,047世帯 | [ 8 ]  |  |
| 2005年（平成17年） | 1,094世帯 | [ 9 ]  |  |
| 2010年（平成22年） | 1,165世帯 | [ 10 ] |  |
| 2015年（平成27年） | 1,195世帯 | [ 11 ] |  |
| 2020年（令和2年）  | 1,187世帯 | [ 12 ] |  |

## 学区
市立小・中学校に通う場合、学区は以下の通りとなる。
| 町         | 街区・戸番 | 小学校               | 中学校               |
| ---------- | ---------- | -------------------- | -------------------- |
| 千代一丁目 | 全域       | 北九州市立千代小学校 | 北九州市立千代中学校 |
| 千代二丁目 | 全域       | 北九州市立千代小学校 | 北九州市立千代中学校 |
| 千代三丁目 | 全域       | 北九州市立千代小学校 | 北九州市立千代中学校 |
| 千代四丁目 | 全域       | 北九州市立千代小学校 | 北九州市立千代中学校 |
| 千代五丁目 | 全域       | 北九州市立千代小学校 | 北九州市立千代中学校 |

## 交通

### バス
域内のバス停と系統は以下の通りである。
| 運行事業者 | 運行事業者           | 西鉄バス北九州 | 西鉄バス北九州 | 西鉄バス北九州 | 西鉄バス北九州 | 西鉄バス北九州 | 西鉄バス北九州 |
| 系統       | 系統                 | 40             | 57             | 75             | 77             | 143            | 150            |
| 停留所     | 千代一丁目           | ○              |                |                | ○              | ○              |                |
| 停留所     | 千代ニュータウン入口 | ○              |                |                | ○              | ○              |                |
| 停留所     | 千代四丁目           | ○              | ○              | ○              | ○              | ○              | ○              |
| 停留所     | 千代小学校入口       | ○              | ○              | ○              | ○              | ○              | ○              |

- 高速千代ニュータウンに停車する高速バスについては千代ニュータウンバスストップ参照。

### 道路
- 国道200号
- 国道211号
- 県道280号植木上上津役線

## 施設

### 公共施設
- 千代市民センター
- 東公民館
- 千代東つどいの家

### 教育施設
- 北九州市立千代中学校
- 北九州市立千代小学校

### 金融機関
- 八幡小嶺郵便局
- 福岡銀行小嶺支店

### 商業施設
- 業務スーパー 千代店

### 公園
- 千代1号公園
- 千代2号公園
- 千代3号公園
- 千代4号公園
- 千代5号公園
- 千代東公園